# 訃報 1977年3月
訃報 1977年3月（ふほう 1977ねん3がつ）では、1977年（昭和52年）3月中に物故した、又は物故が報じられた人物についてまとめる。

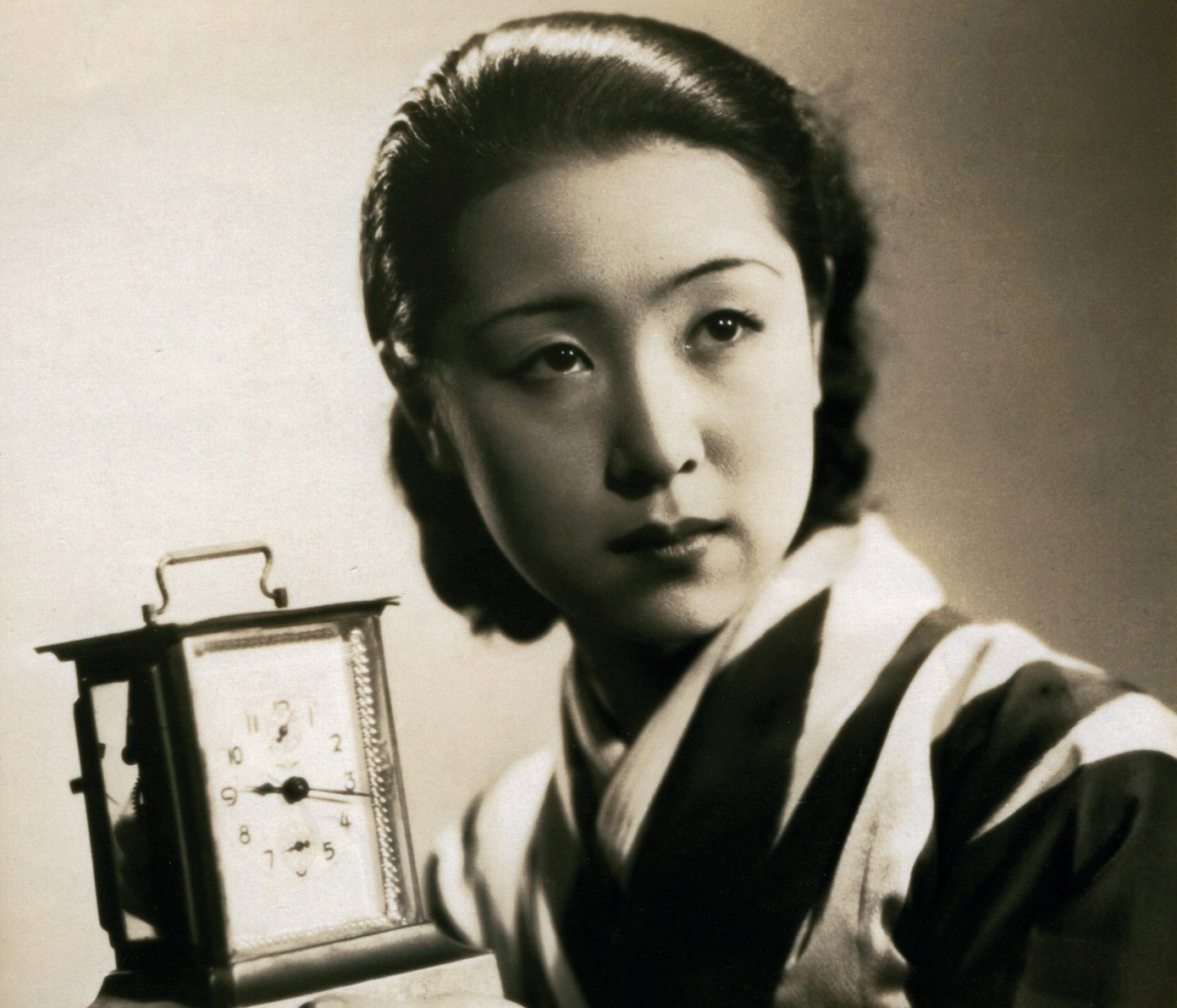
田中絹代 / 3月21日没

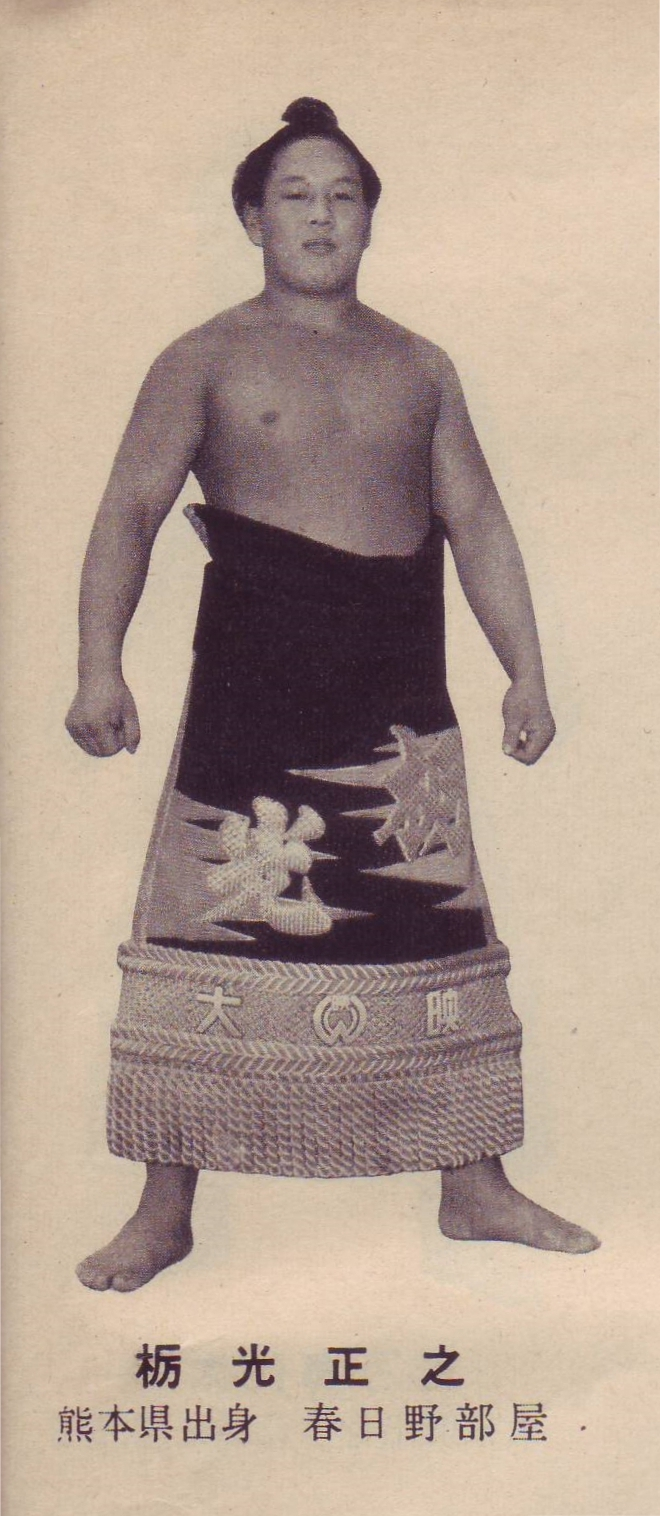
栃光正之 / 3月28日没

## （1日 - 15日）
- 3月3日 - 鈴木清太郎、物理学者（* 1886年）
- 3月3日 - 竹内好、中国文学者（* 1910年）
- 3月4日 - 八方山主計、大相撲力士（* 1917年）
- 3月4日 - 木川田一隆、経営者・財界人（* 1899年）
- 3月5日 - トム・プライス、F1ドライバー（* 1949年）
- 3月7日 - 石田乙五郎、陸軍軍人（* 1892年）
- 3月7日 - 佐藤保太郎、地理学者・教育者・教育学者（* 1893年）
- 3月7日 - 平沢和重、外交官（* 1909年）
- 3月8日 - 木内克、彫刻家（* 1892年）
- 3月8日 - 木下又三郎、実業家（* 1889年）
- 3月10日 - 増田渉、中国文学者（* 1903年）
- 3月11日 - 松浦卓造、将棋棋士（* 1915年）
- 3月13日 - 福井孝治、経済学者・社会科学者（* 1899年）
- 3月14日 - 橋本二郎、農業指導者・政治家（* 1904年）
- 3月15日 - 藤村正太、推理作家・小説家（* 1924年）
- 3月15日 - アントニオ・ロッカ、プロレスラー（* 1927年）

## （16日 - 31日）
- 3月18日 - ウィリアム・L・ローレンス、科学ジャーナリスト（* 1888年）
- 3月18日 - ホセ・カルロス・パーチェ、F1ドライバー（* 1944年）
- 3月19日 - 高田せい子、舞踊家（* 1895年）
- 3月19日 - 村上俊亮、教育学者（* 1901年）
- 3月20日 - 正田建次郎、数学者（* 1902年）
- 3月20日 - 照國萬藏、元大相撲力士【第38代横綱】（* 1919年）
- 3月21日 - 室崎琴月、作曲家・童謡「夕日」の作曲者（* 1891年）
- 3月21日 - 田中絹代、女優（* 1909年）
- 3月22日 - 村山知義、小説家（* 1901年）
- 3月23日 - 富田健治、内務官僚・政治家（* 1897年）
- 3月23日 - 丘寵児、俳優（* 1909年）
- 3月24日 - 諸井三郎、作曲家（* 1903年）
- 3月26日 - マデリーン・ドリング、作曲家（* 1923年）
- 3月27日 - イヴ・メイヤー、女優（* 1928年）
- 3月28日 - エリック・シプトン、登山家（* 1907年）
- 3月28日 - 栃光正之、春日野部屋の大相撲力士・東大関（* 1933年）
- 3月30日 - 長田恒雄、詩人・作曲家（* 1902年）
- 3月30日 - 永野若松、内務官僚（* 1898年）